# Winnebago (popolo)
I Winnebago, detti anche Ho-Chunk, sono un popolo di nativi americani di lingua siouan originari del Wisconsin. Esistono due tribù Winnebago federalmente riconosciute negli Stati Uniti: la Nazione Ho-Chunk del Wisconsin e la Tribù Winnebago del Nebraska.
Secondo il censimento del 2010 la popolazione Winnebago totale (somma delle due tribù sopra dette) è di 8.685 unità.

## Storia

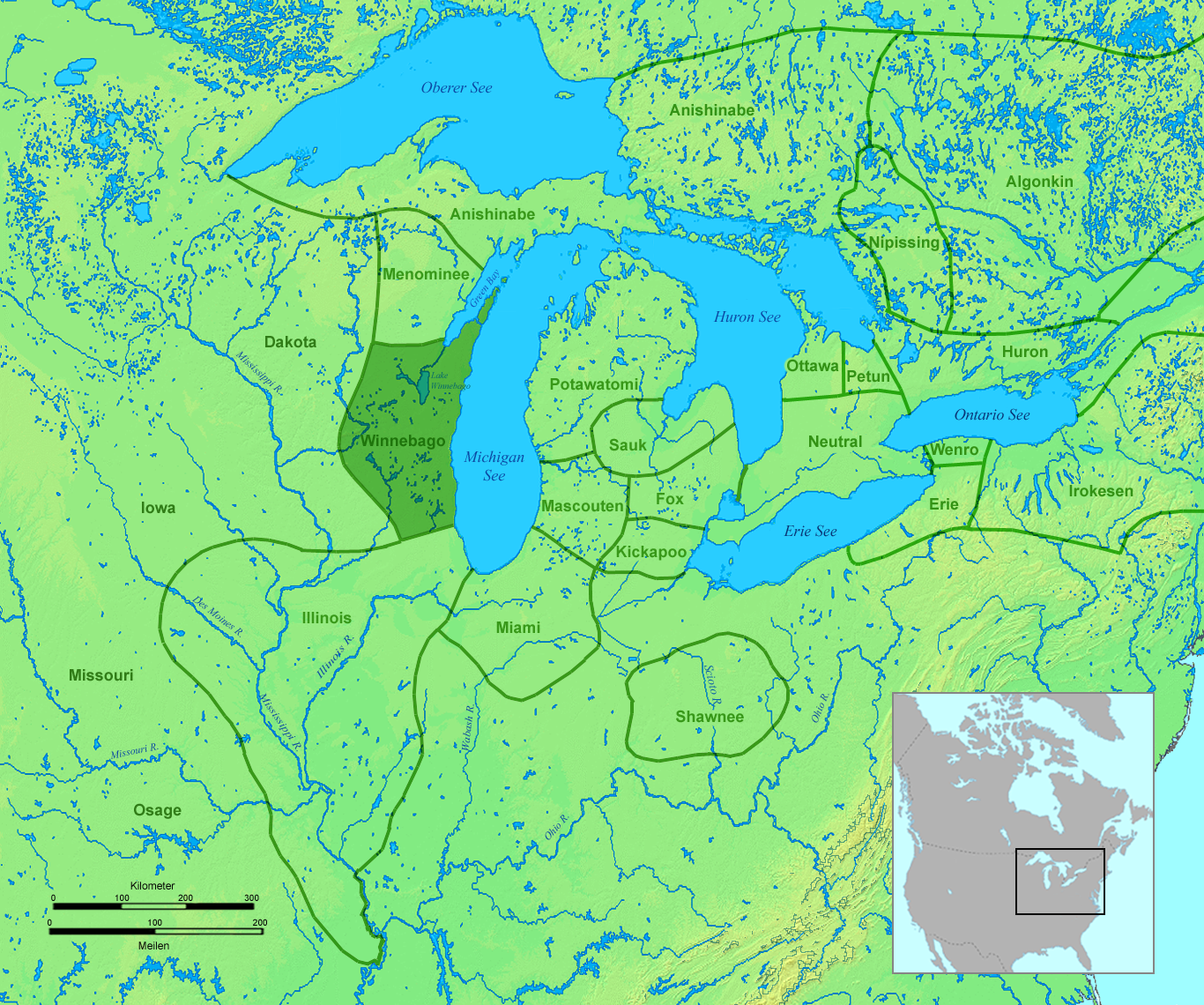
Territorio tribale dei Winnebago prima del 1650

In origine i due gruppi siouan dei Chiwere (comprendenti i Winnebago, i Missouri, gli Iowa e gli Oto) e dei Dhegiha, (comprendente gli Osage, i Kansa, i Ponca, gli Omaha ed i Quapaw) vivevano nello stesso luogo. Successivamente, intorno al 1000 d.C., i due gruppi iniziarono ad allontanarsi. Gli Iowa, gli Oto e i Missouri si separarono dai Winnebago presso Green Bay nel Wisconsin nord-orientale e si spostarono più a sud. Gli Iowa si insediarono presso il fiume omonimo vicino alla sua confluenza con il Mississippi, mentre gli Oto e i Missouri proseguirono più a sud stabilendo degli insediamenti presso la confluenza del Grand e del Missouri. In seguito gli Oto si separarono dai Missouri spostandosi più a monte sul Missouri.

## Nazione Ho-Chunk del Wisconsin
La Nazione Ho-Chunk del Wisconsin ha il suo quartier generale a Black River Falls nella contea di Jackson in Wisconsin. La Nazione Ho-Chunk, pur non avendo una riserva ufficiale, dispone di molta terra assegnata come Indian Trust Land. Secondo i dati del United States Census Bureau, l'area in trust affidata ai Ho-Chunk è di circa 3.100 ettari.
La nazione si è dotata di una sua costituzione nel 1962. Questa costituzione è stata in seguito riformata nel 1993. In quella occasione è stato adottato il nome attuale di "Nazione Ho-Chunk del Wisconsin", mentre in precedenza il nome era "Wisconsin Winnebago Tribe".
Il governo della nazione è affidato ad un Consiglio Generale (General council) democraticamente eletto.

## Tribù Winnebago del Nebraska
Alla Tribù Winnebago del Nebraska è stata assegnata una sua riserva, posta principalmente nella parte settentrionale della contea di Thurston e nel sud-est della contea di Dixon nel Nebraska. Una piccola parte della riserva si trova oltre il Missouri e occupa la parte sud-ovest della contea di Woodbury in Iowa. Alla tribù è inoltre assegnata in trust land una piccola area in Craig Township nella contea di Burt in Nebraska. Il quartier generale della tribu è nella città di Winnebago.